# استخراج ابری

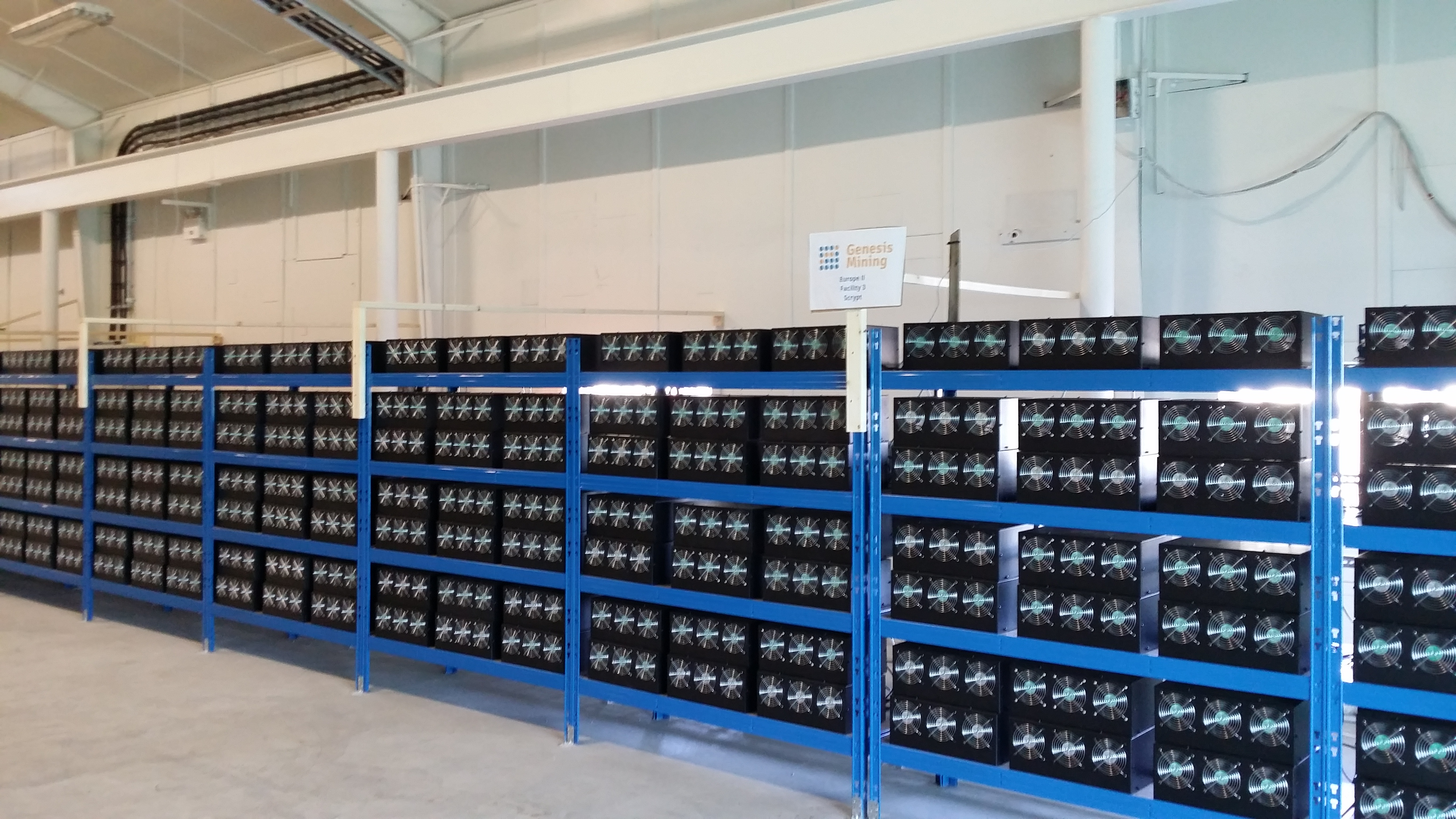
یک مزرعه‌ی استخراج رمز ارز

استخراج یا ماینینگ ابری، روشی است برای استخراج رمز ارز‌ها (نظیر بیت کوین و آتریوم) بدون نیاز به خرید، پیاده‌سازی و اجرای نرم‌افزارهای مورد نیاز یک دستگاه یا مزرعه استخراج به‌طور مستقیم و فیزیکی.
شرکت‌های استخراج ابری تمام فرایندهای فنی و زیرساختی راه اندازی و همین‌طور نگهداری یک مزرعه استخراج ارزهای رمزنگاری شده را انجام می‌دهند و در نهایت قدرت پردازش یا به‌طور خاص دستگاه‌های به کار گرفته شده را با هزینه ای مشخص اجاره می‌دهند. به این صورت تمام افراد فارغ از مواردی نظیر، برخورداری از دانش فنی یا دسترسی به برق مناسب می‌توانند به استخراج رمزارز مدنظرشان اقدام کنند.

## مزایا
1. کاربران در این روش نیازی به خرید سخت‌افزارهای مورد نیاز استخراج ندارند چراکه استخراج ابری کاملاً مجازی است؛ بنابراین می‌توانید بلافاصله و بدون نگرانی در مورد هزینه‌های تعمیر و نگهداری یا برق دستگاه، درآمد کسب کنید.
2. برخلاف استخراج سنتی که در آن باید نرم‌افزار خاصی را روی رایانه خود نصب کنید، استخراج ابری به هیچ وجه نیازی به نصب نرم‌افزار ندارد. هنگامی که قدرت هش را از یک ارائه دهنده خریداری می‌کنید و آن را به پلتفرم آن‌ها متصل می‌کنید (معمولاً از طریق کلید API)، همه چیزهای دیگر به‌طور خودکار در پس زمینه بدون هیچ تلاش اضافی از جانب شما کار می‌کنند.
3. نیازی به دانش فنی برای استخراج نخواهد بود و هرکس با یک سیستم کامپیوتری یا موبایل می‌تواند عمل استخراج را انجام دهد.
4. هزینه‌های بالای انرژی مصرفی که ماینرها دارند کاهش می‌یابد.
5. مشکلات مربوط به نگهداری دستگاه‌های استخراج و هزینه‌های استهلاک و … رفع می‌گردد.
6. شانس کلی استخراج و کسب درآمد افزایش می‌یابد.

## معایب
هزینه بالای برق: استخراج ارزهای دیجیتال به برق زیادی نیاز دارد. اگر از استخراج ابری استفاده می‌کنید، این هزینه به شمای مشتری منتقل می‌شود. این هزینه می‌تواند بسیار گران باشد و بازده سرمایه‌گذاری شما را کاهش دهد.
هزینه‌های تعمیر و نگهداری: همچنین باید هزینه‌های تعمیر و نگهداری سخت‌افزار خود و همچنین هرگونه خرابی را در نظر بگیرید که در طی آن دستگاه ممکن است خراب شود یا توسط شرکت ارائه‌دهنده آن تعمیر شود. اگر آن‌ها سابقه خوبی در تعمیرات و تعویض سریع نداشته باشند، می‌تواند بر بازده سرمایه‌گذاری شما تأثیر منفی بگذارد.
بازده کم سرمایه: در نهایت، هیچ تضمینی وجود ندارد که ارزش یک ارز دیجیتال خاص در طول زمان افزایش یابد. حتی ممکن است کاهش یابد. اگر این اتفاق در حالی رخ دهد که شما هزینه‌های بالایی می‌پردازید تا شخص دیگری بتواند به جای اینکه ارزها را برای شما استخراج کند مستقیماً برای خودش سکه استخراج کند، احتمالاً این ضررها بیشتر از سود استفاده از خدمات استخراج ابری خواهد بود.

## تکنیک‌ها و روش‌های استخراج ابری
روش‌های متفاوت و متنوعی برای استخراج ابری ارزهای دیجیتالی وجود دارد و افراد می‌توانند هر یک از آن‌ها را با توجه به میزان دانش فنی و متناسب با نیاز خود، انتخاب کنند.

### استخراج از طریق میزبان
در این روش، ماینر (شخص استخراج کننده)، با اجاره یک ماشین استخراج یا ASIC، کار خود را پیش می‌برد و استخراج ابری را آغاز می‌کند. در این روش، میزبان به شما اجازه می‌دهد تا شروع به استخراج ارز دیجیتال کنید بدون اینکه نگران هزینه‌های تعمیر و نگه‌داری آن باشید.

### استخراج از طریق میزبانی مجازی
در روش استخراج میزبانی مجازی، شخص می‌تواند با اجاره یک سرور مجازی خصوصی، نرم‌افزارهای ماینینگ خود را بر روی آن نصب کند و کار استخراج ابری را شروع کند.

### پاور هش اجاره‌ای
در این روش از استخراج ابری، شما می‌توانید قدرت پردازش سیستم‌های ماینینگ را اجاره کنید و هیچ نگرانی‌ای برای از بین رفتن، تعمیر و نگهداری سخت‌افزارهای مخصوص ماینینگ نداشته باشید.
فرایند به این صورت عمل می‌کند:
- شما در یک شرکت استخراج ابری (مانند Hashflare یا Genesis Mining) ثبت نام می‌کنید.
- آن‌ها از طریق یک کلید API یا رابط وب به شما امکان دسترسی به تجهیزات و نرم‌افزار مزرعه ماینینگ خود را می‌دهند.
- شما یک حساب کاربری برای آن‌ها ایجاد می‌کنید و به آن پول واریز می‌کنید (معمولاً بیت کوین).

سپس می‌توانید از این پول به‌گونه‌ای استفاده کنید که گویی متعلق به خودتان است –، اما به‌جای خرید سخت‌افزار فیزیکی برای خودتان، همه آن کار قبلاً توسط شخص دیگری انجام شده‌است.

## استخراج ابری چگونه کار می‌کند؟
استخراج ابری راهی برای کسب ارزهای دیجیتال بدون نیاز به خرید سخت‌افزار گران‌قیمت است. می‌توانید قدرت هش را از یک شرکت استخراج ابری خریداری کنید، به این معنی که نیازی به راه اندازی سخت‌افزار یا نرم‌افزار خود نخواهید داشت. برای شروع و درآمدزایی سریع با این روش استخراج ارزهای دیجیتال، به دانش یا مهارت خاصی نیاز ندارید.
استخراج ابری بیت‌کوین فرآیندی است که طی آن تراکنش‌ها تأیید می‌شوند و به دفتر کل عمومی، معروف به زنجیره بلوکی (blockchain)، اضافه می‌شوند. بلاک چین چیزی است که به کاربر اجازه می‌دهد بیت‌کوین یا سایر ارزهای دیجیتال را بین حساب‌های خود ارسال کند و از هر فروشنده‌ای که ارزهای دیجیتال را می‌پذیرد، کالاها یا خدمات دریافت کند.
بلاک چین در هزاران رایانه در سراسر جهان توزیع شده‌است. یکی از آن کامپیوترها متعلق به شماست! بنابراین هنگامی که رایانه شما روی ایجاد یک بلوک تراکنش جدید کار می‌کند، مقداری هش رمزنگاری را اضافه می‌کند که بلوک و تمام بلوک‌های بعدی را تأیید و ایمن می‌کند.
بخش کلیدی در اینجا این است که اگر چه رایانه شما روی بلوک تراکنش شخص دیگری کار می‌کند، بیت کوین یا سایر ارزهای رمزپایه به شما پاداش داده می‌شود که می‌توانید هر طور که می‌خواهید خرج کنید. با قیمت امروزی بیش از ۲۲۰۰۰ دلار، بیت کوین ارزی است که بیشترین استخراج را دریافت می‌کند.

## نحوه تشخیص تقلب احتمالی در استخراج ابری
برای جلوگیری از تقلب، باید به دنبال شرکت‌هایی باشید که مالکیت و مکان خود را شفاف اعلام می‌کنند. برای صحت به نام دامنه و وب سایت شرکت نگاه کنید. از همکاری با هر شرکت ماینینگ ابری که آدرس فیزیکی یا شماره تلفنی را در وب سایت خود ارائه نمی‌کند خودداری کنید.

## خطرات احتمالی
توجه داشته باشید که بازار ارزهای دیجیتال دائماً در حال تغییر است و عملکرد و شهرت شرکت‌های استخراج ابری ممکن است در طول زمان تغییر کند. انجام تحقیقات کامل، خواندن نظرات از چندین منبع و احتیاط در هنگام سرمایه‌گذاری در خدمات استخراج ابری یا هر شکل دیگری از سرمایه‌گذاری در ارزهای دیجیتال ضروری است. همیشه ریسک‌ها را در نظر بگیرید و با سرمایه گذاران باتجربه مشورت کنید یا قبل از تصمیم‌گیری در مورد سرمایه‌گذاری از مشاورهای حرفه‌ای بخواهید تا شما را راهنمایی کنند.